# Grad Kebelj
Grad Kebelj (nemško Burg Kibl) je bil srednjeveški višinski grad, ki je stal na Kebeljskem vrhu, na vrhu Kope nad vasjo Kebelj nad Oplotnico na vzhodnem pobočju Pohorja, od katerega je ohranjen prosto stoječi okrogli stolp z 2,5 m debelimi zidovi, 200 m zahodneje pa je stal osrednji del gradu. Opuščen in razdejan je bil že konec 15. stoletja. 

## Zgodovina
Grad se prvič posredno omenja leta 1251, ko se omenja kot priča v neki listini vitez Timo Kebeljski (Tymo de Gybel) lastnik gradu na posesti Krških škofov. Leta 1254 v zapisih povezanih z gradom zasledimo kebeljska viteza Dimona in Wiganda. Leta 1294 nastopi prva neposredna omemba gradu kot castrum Gybel, leta 1363 se grad omenja kot vest Gybel auf dem Pacher  (utrdba Kebelj na Pohorju) in leta 1379 ponovno kot castrum Gybel. Grad je bil krški fevd, skupaj s kebeljskim uradom, ki je bil najbrž v spodnjem gradu (Zbegov grad). 
Kebeljski vitezi, ki so izumrli okoli leta 1440, so se v 14. stoletju preselili v spodnji Zbegov grad, Zajčev grad pa je prehajal v posest različnih gospodarjev. Postal je deželnoknežja last. Po letu 1309 so Kebelj imeli v fevdu Lipniški vitezi, leta 1343 ga je posedoval Oton Mariborski s Keblja, leta 1355 so ga pridobili grofje Walsee, pred letom 1379 pa gospodje Ptujski. Nato ga je krški škof Janez leta 1387 izročil v zajem celjskima grofoma Hermanu in Viljemu. A kmalu ga ponovno pridobijo Gospodje Ptujski. Leta 1441 ga je kot dediščino po umrlem bratu Frideriku Ptujskem dobila Neža Stubenberška, leta 1449 pa je Leutold Stubenberški prodal oba gradova Konradu Pesničarju. Leta 1485 je bil grad v posesti Sigmunda in Henrika Prueschenska, ki sta ga pridružila štatenberski gospoščini. V urbarju te gospoščine iz leta 1490 se omenja deželno sodišče pri opustelem gradu. Grad je torej že tedaj bil opustel oz. razdejan.